# Velue
 (octobre 2021).
La velue est un monstre aquatique cracheur de feu qui, selon la légende, vivrait dans la rivière Huisne, en France. Elle possèderait de larges pattes cornues et pourrait tuer un homme d'un seul coup car sa fourrure est plantée de piquants empoisonnés qui se décochent comme des flèches.
La Velue est une créature légendaire sarthoise issue du folklore médiéval généralement décrite comme un animal aquatique. Elle se rapproche physiquement d'autres créatures telles que la Vouivre ou la Tarasque issues d'autres folklores. Elle est aussi connu sous le nom de Peluda.

## Origines
On peut dater les origines de la créature de la Velue aux environs des XIVe et XVe siècles pendant la Guerre de Cent Ans. On retrouve cependant des traces évoquant son existence sur des parchemins datant de 1030.
La légende attachée à cette créature prend place dans le département de la Sarthe situé dans la région des Pays-de-la-Loire et plus précisément dans la commune de La Ferté-Bernard. La Velue se cacherait selon la légende dans l'Huisne, une rivière traversant le département.

## Description
Le corps de la Velue peut être décrit comme se rapprochant de celui d’un porc-épic de la taille d'un bœuf, avec des projections vertes ressemblant à des poils pendant le long de son corps et qui se trouvaient être des tentacules munis de dards qui pouvaient se dresser en piquants. Son nom est dérivé de cette apparence hirsute. On disait d'elle qu'elle avait des dards venimeux qu'elle pouvait aussi tirer de son corps, le cou, la tête et la queue écailleux d'un serpent, de grands pieds semblables à ceux d'une tortue avec une couleur verte. Elle provoquerait également des inondations et ferait jaillir du feu de sa bouche qui détruirait les récoltes, dévorerait le bétail et les humains, et frapperait les humains et les animaux à mort avec sa queue.

## Historique
La tradition veut que la Velue se soit vu refuser l'accès à L'Arche de Noé, mais qu'elle ait survécu au déluge biblique en se réfugiant dans une grotte près de la rivière Huisne. Après de nombreuses années, elle serait revenue se déchaîner dans la campagne, flétrissant les cultures de son souffle et dévorant le bétail et les humains, provoquant de terribles inondations lorsque les habitants tentaient de la chasser. Elle a finalement été vaincue après avoir tué la fiancée d'un jeune homme. Celui-ci l'aurait traquée et lui aurait coupé la queue. Dans certaines versions, le jeune homme aurait appris le point faible de la bête grâce à l'aide d'une femme sage locale. Il s'agissait du seul point vulnérable du corps de la Velue et cela aurait permis au jeune homme de la tuer instantanément. Le corps de la créature a ensuite été embaumée et sa mort célébrée.

## Culture populaire et exploitation commerciale

### Culture populaire
La Velue apparaît en tant que personnage pour la première fois dans la première saison des Saturdays (Secret Saturdays en anglais), série dessins animés diffusée sur Cartoon Network de 2008 à 2010. Elle apparaît au cours de l’épisode 18, Once More the Nightmare Factory, et est représentée comme une créature verte avec le corps recouvert d’un pelage blanc qui s’hérisse et se transforme en une horde d’épines. Dans l’épisode elle porte le nom de Peluda, qui est son nom espagnol.
Elle apparaît aussi dans l’adaptation en jeu vidéo du dessin animé : The Secret Saturdays : Beasts of the Fifth Sun sorti en 2009 et  disponible sur Nintendo DS, Wii Playstation Portable et PS2 où il est possible de la contrôler.  
En France l’office de tourisme de La Ferté-Bernard à travers l’application Baludik (application créatrice de jeu de piste) propose deux visites guidées. Une à La Ferté-Bernard et une autre à Montmirail. Le concept est de visiter ces deux villes à travers deux jeux de piste : La Ferté-Bernard et la Confrérie de la Velue (Ferté Bernard) et La Quête de la Velue (Montmirail).
La première consiste à faire un jeu de piste tout en découvrant les lieux historiques dans la ville où cette dernière est apparue. Le joueur doit aider la Confrérie de la Velue à suivre les traces de la fameuse créature.
La deuxième à Montmirail et Tuffé est une visite théâtralisée où les visiteurs partent à la rencontre de 13 témoins ayant vu La Velue et les aident à récolter le maximum d'informations pour que ces derniers soient préparés à une nouvelle attaque. La visite dure aussi une heure.
On peut trouver plusieurs représentations de la Velue à Tuffé. Une en terre cuite dans le Jardin de l'abbaye Notre-Dame de Tuffé, et une en bronze sur la Place du village.

### Exploitation commerciale
La Velue n’est pas seulement une légende mais est un symbole de Sarthe au point où cette dernière est devenue l'emblème et le nom de la marque de bière artisanale créée par Mickael Bigot qui lança sa brasserie artisanale bio à Saint-Mars-la-Brière en 2017. Des visites de la brasserie sont proposées afin présenter la fabrication d'une bière artisanale et locale.